# Xian de Songming
Le xian de Songming (嵩明县 ; pinyin : Sōngmíng Xiàn) est un district administratif de la province du Yunnan en Chine. Il est placé sous la juridiction de la ville-préfecture de Kunming.

## Démographie
La population du district était de 330 038 habitants en 1999.
La population du district était de 287 095 habitants en 2010.